# Habia à gorge rouge
Driophlox fuscicauda
Espèce
Répartition géographique
Statut de conservation UICN

 LC  : Préoccupation mineure
Le Habia à gorge rouge (Driophlox fuscicauda), anciennement Tangara à gorge rouge, est une espèce de passereaux de taille moyenne de la famille des Cardinalidae qui était auparavant placée dans celle des Thraupidae. Il vit en Amérique centrale.

## Description
Il mesure en moyenne 19 cm de long et pèse 40 g. Les mâles adultes sont rouge sombre, un peu plus pâle en dessous avec une gorge et un centre de la couronne rouge vif. La femelle est brun olive, plus pâle et plus grise en dessous, avec une gorge jaune et une petite bande d'un jaune terne sur la couronne. Les jeunes sont bruns et n'ont pas de changement de couleur au niveau de la gorge et de la couronne.
Les deux sexes de cette espèce sont plus ternes et plus foncés que le Habia à couronne rouge qui vit sur le versant Pacifique de l'Amérique centrale.

## Répartition et habitat
Cette espèce réside dans l'est de l'Amérique centrale depuis le sud-est du Mexique jusqu'à l'est du Panama.
On le trouve dans les épaisses broussailles à l'orée des forêts, les plantations en repousse ou abandonnées à des altitudes allant du niveau de la mer à 600 m.

## Nidification
Le nid est une grande coupe, aux composants désordonnés habituellement construit entre 1 et 3 m de haut dans la fourche d'un arbuste ou d'un arbre, et est souvent décoré de fougères vivantes. La couvée normale est de deux ou trois œufs blancs et a lieu d'avril à juin...

## Comportement
Ces oiseaux vivent par paires ou en petits groupes. Ils mangent des insectes, des arthropodes et des fruits comme ceux de Cymbopetalum mayanum (Annonaceae), et moins souvent Trophis racemosa (Moraceae) ou suivent les colonnes de fourmis légionnaires en particulier dans les zones où leurs autres prédateurs sont rares. Les troupes prennent une posture défensive en remuant les ailes et la queue pour dissuader les prédateurs potentiels.

## Galerie

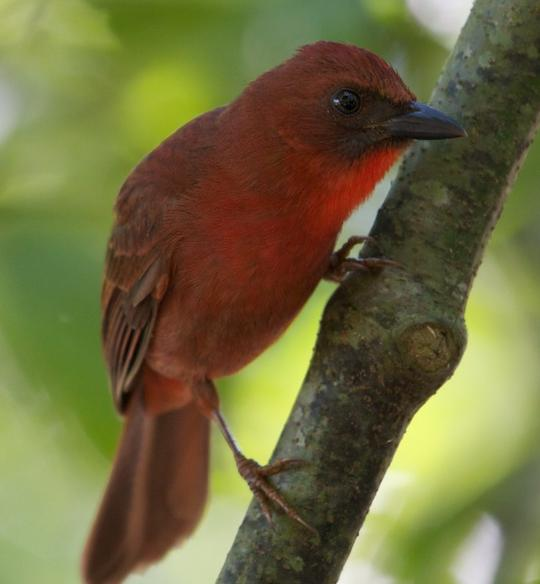
♂
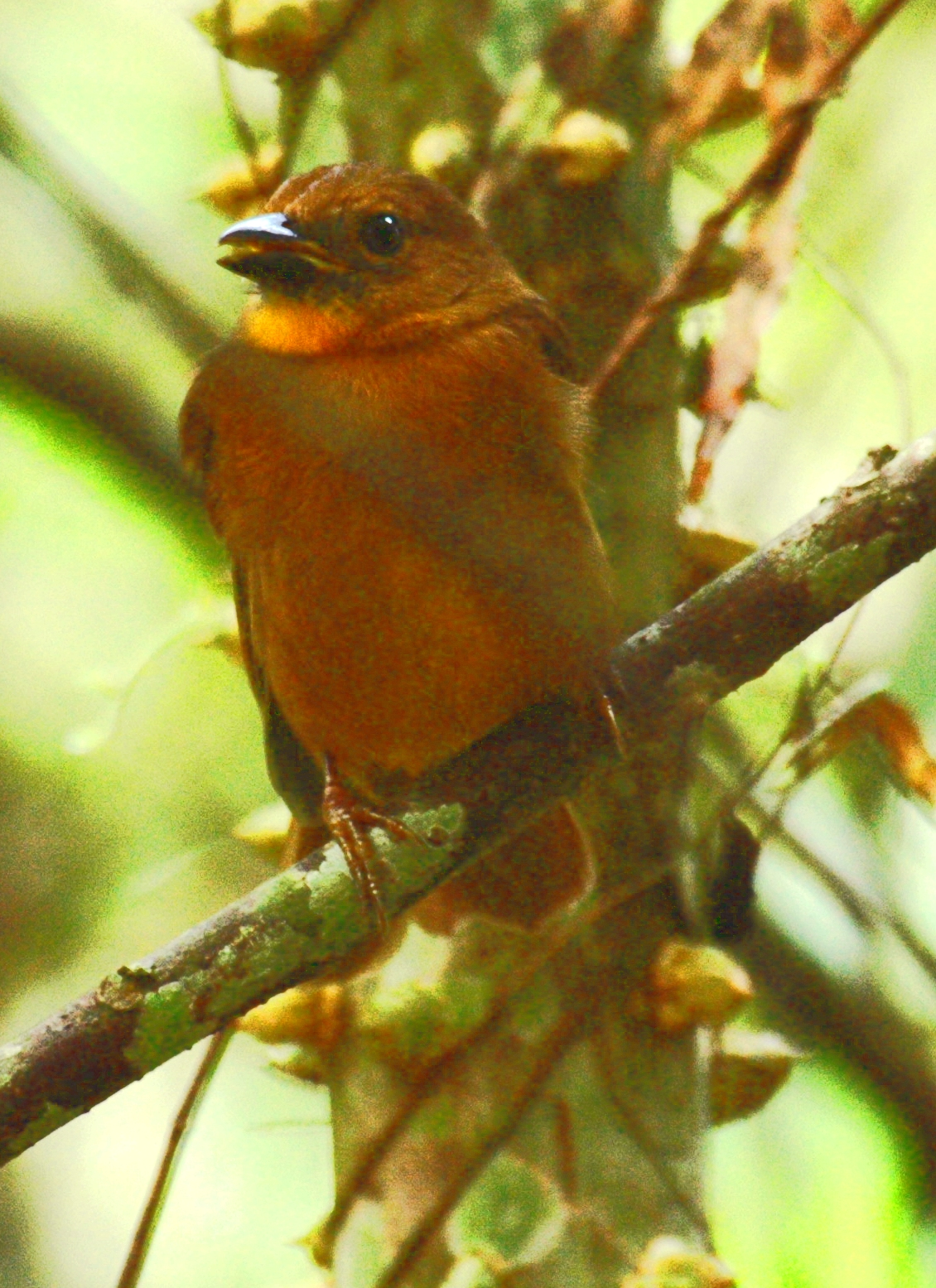
♀